# The Kink Kontroversy
The Kink Kontroversy je třetí studiové album anglické rockové kapely The Kinks, které bylo vydáno 26. listopadu 1965. Jedná se o přechodové dílo. Obsahuje jak prvky raných Kinks (skladby silně ovlivněné blues jako je "Milk Cow Blues" a variace na hity kapely z let 1964–65 jako "Till the End of the Day"), tak náznaky budoucího skladatelského vývoje Raye Daviese ("The World Keeps Going Round" a "I'm On an Island").

## Seznam skladeb
Autorem všech skladeb je Ray Davies, pokud není uvedeno jinak.
| Strana 1 | Strana 1                           | Strana 1 |
| Pořadí   | Název                              | Délka    |
| -------- | ---------------------------------- | -------- |
| 1.       | Milk Cow Blues (Sleepy John Estes) | 3:44     |
| 2.       | Ring the Bells                     | 2:21     |
| 3.       | Gotta Get the First Plane Home     | 1:49     |
| 4.       | When I See That Girl of Mine       | 2:12     |
| 5.       | I Am Free (Dave Davies)            | 2:32     |
| 6.       | Till the End of the Day            | 2:21     |

| Strana 2 | Strana 2                           | Strana 2 |
| Pořadí   | Název                              | Délka    |
| -------- | ---------------------------------- | -------- |
| 1.       | The World Keeps Going Round        | 2:36     |
| 2.       | I'm On an Island                   | 2:19     |
| 3.       | Where Have All the Good Times Gone | 2:53     |
| 4.       | It's Too Late                      | 2:37     |
| 5.       | What's in Store for Me             | 2:06     |
| 6.       | You Can't Win                      | 2:42     |